# Kotimi
Kotimi est une auteure-illustratrice de livres illustrés, née au Japon et basée à Antony en France.

## Biographie
Née à Tokyo, elle y passe son enfance dans les années 1970. Installée en France à Antony au début des années 2000, elle aborde le dessin en autodidacte pour ses enfants. Une récompense dans un festival local de bande dessinée l'entraine à suivre des études de graphisme pendant deux années. Le prix d'excellence obtenu à Bologne la confirme dans cette voie,.
Ses premières œuvres publiées sont des illustrations d'ouvrages écrits par d'autres artistes comme Davide Cali en 2018. La douceur de son dessin est remarquée dans Apollo de Mélanie Richoz en 2020, mais cet aspect est aussi souligné dans sa production ultérieure. 
À partir de 2020 elle assume à la fois l'écriture du texte et l'illustration de sa propre série autour du personnage « Momoko », avec quatre tomes de 2020 à 2024,,,. Momoko vit des histoires qui sont sans doute des souvenirs d'enfance de son autrice : un papa peu présent, une petite sœur en situation de handicap, une nuit sous un typhon, des vacances chez ses grands-parents... L'ensemble est décrit comme « un hymne à la candeur infantile, tout droit sorti d'une trousse de crayons de couleur ».

## Récompenses et distinctions
- 2016 : Prix d'excellence du concours d'illustrations de la foire internationale du livre de jeunesse de Bologne[1],[8].
- 2023: Prix Littéraires de la Ville de Gennevilliers
- 2023 : Prix du public Jean-Thoreau, La Ferté-Bernard[9].

## Publications
Kotimi a publié une vingtaine d'albums dans différents pays. Les plus notoires sont :
- 2017 : (conte, texte de Didier Lévy) Tu me lis cette histoire ? Éditions de la Rue du Monde[10].
- 2017 : (texte de Didier Lévy) Mon dinosaure s'appelle Darwin. Éditions de la Rue du Monde[11].
- 2018 : (texte de Davide Cali) Bimbim est très en colère !  Éditions de la Rue du Monde.
- 2020 : (texte de Mélanie Richoz) Apollo. Éditions Slatkine[3].
- 2020 : Momoko, une enfance japonaise. Éditions de la Rue du Monde[4]
- 2021 : (texte de Constantin Kaïtéris) Ça gazouille. Éditions Møtus.
- 2022 : Les Vacances de Momoko. Éditions de la Rue du Monde[5],[12].
- 2023 : Les Amis de Momoko. Éditions de la Rue du Monde[6].
- 2024 : Dans le cœur de Momoko. Éditions de la Rue du Monde[7].
- 2024 : (texte d'Éric Sautou) : Paul n'est pas toujours tout seul. La Joie de lire.

## Expositions
Kotimi expose en France et à l'étranger ses estampes, gravures et sérigraphies.